# Afonso Carmona
Afonso Carmona (* 21. Mai 1964 in Atabae, Bobonaro, Portugiesisch-Timor) ist ein osttimoresischer Jurist.

## Werdegang

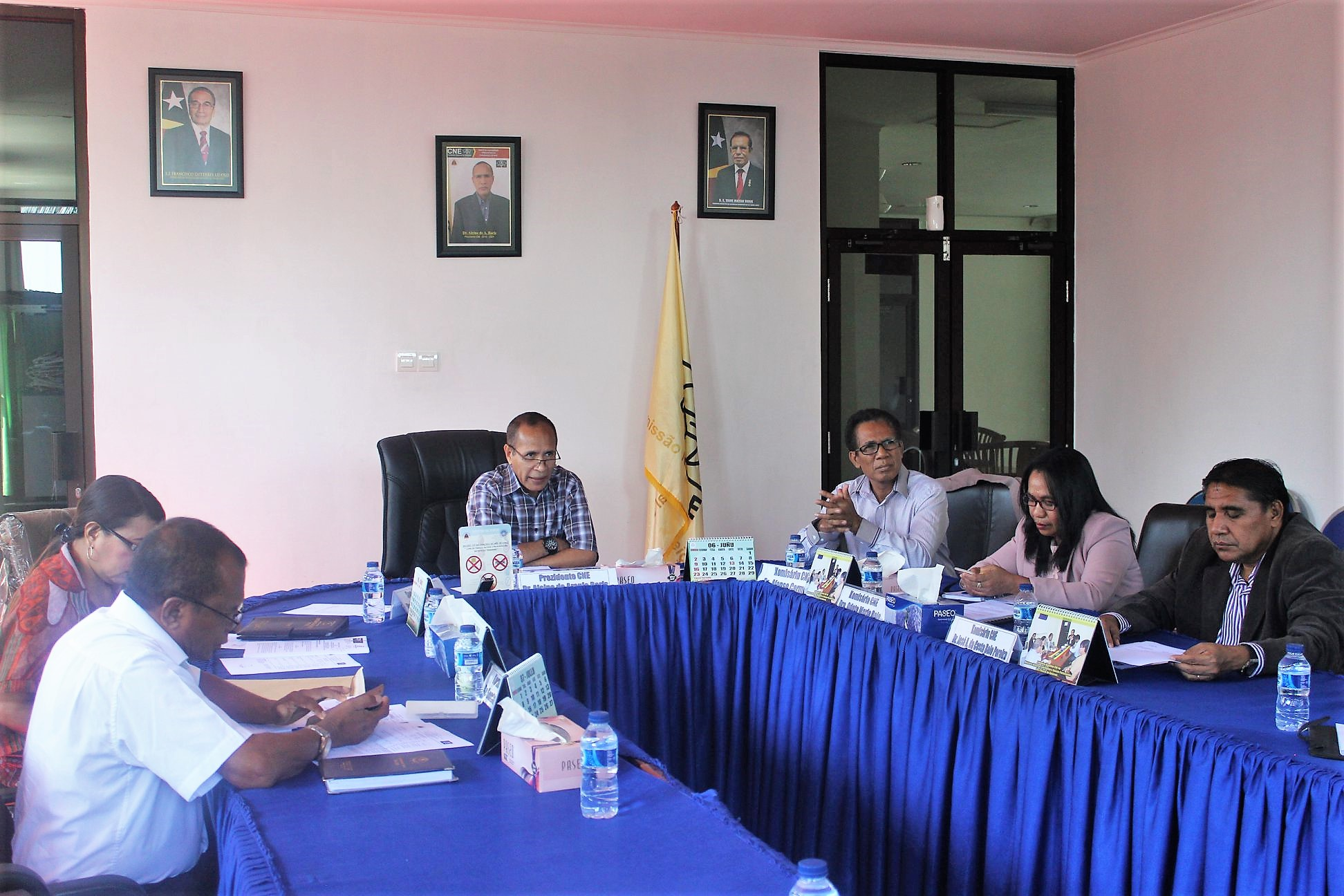
Sitzung des CNE vom 4. Juli 2019. Carmona hier rechts vom Sitzungsleiter

Von 1987 bis 1993 studierte Carmona an der Udayana-Universität in Indonesien. Im unabhängigen Osttimor war er ab 2000 zunächst Staatsanwalt. Am 18. Mai 2009 wurde er zum Richter auf nationaler Ebene vereidigt. Carmona gehörte damit zur zweiten Generation von osttimoresischen Richtern seit der Unabhängigkeit des Landes 2002. Er wurde zunächst dem Distriktsgericht von Baucau zugeteilt. Ab dem 5. November 2011 war er hier der Verwaltungsrichter des Distriktsgerichts.
Am 24. April 2019 löste Carmona Duarte Tilman Soares als Kommissar der osttimoresischen Nationalen Wahlkommission (CNE) ab. Das Amt hatte Carmona bis zum Ende der Legislaturperiode 2021 inne. 
Ab Mai 2019 bis 2023 war Carmona Verwaltungsrichter des Distriktsgerichts von Dili. Am 29. April 2025 wurde er von Staatspräsident José Ramos-Horta zum neuen Präsidenten des Tribunal de Recurso de Timor-Leste ernannt, dem höchsten Gericht Osttimors.

## Kontroverse
Juristen kritisierten Carmonas Ernennung zum Gerichtspräsidenten des Tribunal de Recurso de Timor-Leste als „Wahl eines zweitklassigen Richters“. Sie nannten sie einen Verfassungsbruch und warnten vor der Politisierung der timoresischen Justiz. Die Verfassung Osttimors von 2002 gibt vor, dass der neue Gerichtspräsident bereits zuvor Mitglied des Tribunal de Recurso de Timor-Leste gewesen sein muss, was bei Carmona nicht der Fall war. Er hatte nur den Rang eines Richters zweiter Klasse und bisher nur Verhandlungen im Strafrecht geführt. Möglich machte dies eine am 18. April 2025 verabschiedete Änderung des Gerichtsorganisationsgesetzes. Die FRETILIN-Opposition schloss sich der Kritik an und sah bei Carmona eine Einsetzung eines politischen Verbündeten durch die Regierung. Auch das Judicial System Monitoring Programm (JSMP) sah sich angesichts von vier potentiellen Kandidaten mit den nötigen Qualifikationen überrascht. Präsident Ramos-Horta berief sich auf sein Recht, den Gerichtspräsidenten zu ernennen. Er habe sich hierüber mit der Regierung abgesprochen.